# Had to Phone Ya
«Had to Phone Ya» es una canción escrita por la banda de rock estadounidense The Beach Boys. Fue lanzado en su álbum 15 Big Ones de 1976, y fue el lado b del sencillo "It's O.K.".

## Composición
Brian Wilson y Mike Love escribieron la canción, y Diane Rovell también contribuyó. Diane fue incluida en la lista como coautora, pero su nombre fue eliminado de los créditos de composición en lanzamientos posteriores. Ella sigue apareciendo como coescritora en la base de datos de Broadcast Music, Inc.
Byron Preiss escribió sobre cómo fue escrita por Brian Wilson mientras su esposa Marilyn estaba ausente en Europa. Brian habló sobre la canción en 1995:

Todo lo que quería hacer era hacer que una persona sintiera que era libre de llamar en cualquier momento; si sentían que el mundo estaba patas arriba, podían llamar y yo podía corregir su mundo. En otras palabras, quería sentir que puedo llamar a alguien y decirles: "Miren, estoy abrumado, tengo miedo, tengo todas estas emociones dentro de mí".
Brian Wilson.

Los cinco miembros de la banda se turnan para la voz principal, pero Mike Love canta mayormente. Brian Wilson toma el segmento de cierre, en el que la tónica cambia de A a G.
Después de un staccato vamp extendido en Gmaj7, la sección final comienza con una secuencia de acordes inusual de Gmaj7, a B♭maj7, y E♭maj7, mientras Brian canta en una barítona áspera pero apasionada: "Come on / Come on and answer the phone / Come on, come on!".
Lindsay Planer de Allmusic señaló: "Aunque la canción puede sonar sin complicaciones, es parte de un tapiz sónico más grande que combina la interacción de varias melodías simultáneas", señalando similitudes con composiciones anteriores de Brian Wilson como "Good Vibrations" y "Love to Say Dada".

## Grabación
La versión de The Beach Boys de "Had to Phone Ya" se grabó el 30 de marzo de 1976, en Brother Studios en el medio de las sesiones principales para 15 Big Ones. Fue producido, arreglado y dirigido por Brian Wilson.
La pista instrumental se editó en Made in California en 2013.

## Créditos
The Beach Boys
- Al Jardine – voz principal, armonías y coros
- Mike Love – voz principal, armonías y coros
- Brian Wilson – voz principal, armonías y coros; piano de cola acústico
- Carl Wilson – voz principal, armonías y coros
- Dennis Wilson – voz principal, armonías y coros; batería

Músicos de sesión y personal de producción
- Arnold Belnick – violín
- Eddy Carter – guitarra eléctrica
- Steve Douglas – saxofón tenor
- Dennis Dreith – clarinete
- Henry Ferber: violín
- Billy Hinsche – guitarra eléctrica
- Jay Migliori – saxofón barítono
- Stephen Moffitt – ingeniero de sonido
- Jules Jacobs – clarinete
- Lyle Ritz – bajo eléctrico
- Sidney Sharp – violín
- Bobby Shew – trompeta
- Marilyn Wilson – palabra hablada y coros[3]

## Versión de American Spring
"Had to Phone Ya" fue grabado originalmente en 1973 por American Spring en Junior's Motel en Otho, Iowa. Su versión fue lanzada como una pista adicional en la reedición de CD del álbum Spring (1972).